# Nicolas Mosar
Pour les articles homonymes, voir Mosar.
Nicolas Mosar (25 novembre 1927 – 6 janvier 2004) est un juriste, diplomate et homme politique luxembourgeois.

## Biographie
Membre du Parti populaire chrétien-social (CSV), Mosar est élu au conseil communal de la ville de Luxembourg en 1959, et siège au conseil jusqu'en 1984, y compris pendant une période en tant qu’échevin. Il entre à la Chambre des députés en 1969, et, à l'exception d'une période de deux ans (1974-1976) après la défaite électorale du CSV en 1974, il y reste jusqu'en 1984. Il est également président du CSV de 1972 à 1974.
Délaissant la politique intérieure, Mosar remplace Gaston Thorn comme Commissaire européen luxembourgeois en 1985, avec le portefeuille de Commissaire européen à l'énergie. Après quatre années à ce poste, il passe à la diplomatie, devenant ambassadeur en Italie (1989-1992).
Il décède en 2004. Son fils, Laurent, est aujourd'hui élu la Chambre des Députés et au conseil de la Ville de Luxembourg pour le CSV, comme son père avant lui.